# Hieracium vetteri
Hieracium vetteri là một loài thực vật có hoa trong họ Cúc. Loài này được Ronniger mô tả khoa học đầu tiên năm 1920.